# 三岳村 (京都府)
三岳村（みたけむら）は、かつて京都府天田郡にあった村。

## 沿革
- 1889年（明治22年）4月1日 - 町村制施行に伴い天田郡一ノ宮村、上佐々木村、中佐々木村、下佐々木村、日尾村、喜多村、常願寺村が合併し、三岳村が発足。旧村名を大字に編成。
- 1955年（昭和30年）4月1日 - 福知山市に編入され消滅。大字は福知山市の大字に引継がれた。

## 産業
- 特産品 薪炭、串柿、ワサビ、キュウリ